# برادر عشق
برادر عشق (به انگلیسی: Love's Brother) فیلمی محصول سال ۲۰۰۴ و به کارگردانی جان ساردی است. در این فیلم بازیگرانی همچون جووانی ریبیسی، آدام گارسیا، جو پتروزی، آملیا وارنر و بری اتو ایفای نقش کرده‌اند.